# Donis Escober
Donis Salatiel Escober Izaguirre (San Ignacio, 3 februari 1981) is een Hondurees voormalig voetballer die speelde als doelman. Tussen 2001 en 2019 speelde hij voor Olimpia. Escober maakte in 2002 zijn debuut in het Hondurees voetbalelftal en kwam uiteindelijk tot drieënzestig interlands.

## Clubcarrière
Escober speelde in de jeugdopleiding van Olimpia en was actief voor Juventud Olimpia, het jeugdelftal van de club. In maart 2012 was Escober erg dicht bij het breken van het record dat al 36 jaar stond van Róger Mayorga van CD Motagua, die 838 minuten op rij geen tegendoelpunten kreeg in de Hondurese competitie. Hij kreeg tijdens het duel met Club Marathón een tegendoelpunt en kwam vijfendertig minuten tekort voor het breken van het record. In de zomer van 2019 zette Escober een punt achter zijn actieve loopbaan.

## Interlandcarrière
Escober debuteerde voor het Hondurees voetbalelftal op 2 mei 2002. Op die dag werd een vriendschappelijke wedstrijd tegen Japan met 3–3 gelijkgespeeld. Hij kwam tevens voor Honduras uit tijdens het WK 2010 in Zuid-Afrika. De doelman speelde hier echter geen enkele wedstrijd; hij fungeerde als tweede keuze achter Noel Valladares. Na het voetbalpensioen van Valladares speelde Escober vaak als eerste doelman.